# Liste des œuvres d'art de la Vienne
 (septembre 2022).
Cet article vise à recenser les œuvres d'art dans l'espace public de la Vienne, en France.

## Liste
Les œuvres sont classées par ordre alphabétique de communes et, au sein de celles-ci, par ordre chronologique d'installation, dans la mesure des informations disponibles.

### Sculptures
| Œuvre                                          | Auteur                | Commune       | Localisation                                                                   | Notes | Installation | Coordonnées                      | Illustration |
| ---------------------------------------------- | --------------------- | ------------- | ------------------------------------------------------------------------------ | --- | ------------ | -------------------------------- | --- |
| Comme deux tours                               | Jean-Luc Vilmouth     | Châtellerault | Manufacture d'armes                                                            | | 1994         | 46° 48′ 47″ nord, 0° 32′ 06″ est | Image manquante |
| Circulations verticales                        | Sylvain Dubuisson     | Chauvigny     | Donjon de Gouzon                                                               | | 1993         | 46° 34′ 16″ nord, 0° 38′ 38″ est | Image manquante |
| Statue de Théophraste Renaudot,                | Alfred Joseph Charron | Loudun        | Devant l'hôtel de ville                                                        | Représente Théophraste Renaudot. L'originale de 1894 est fondue sous le régime de Vichy, dans le cadre de la mobilisation des métaux non ferreux. | À déterminer | à géolocaliser                   | Statue de Théophraste Renaudot« Monument à Théophraste Renaudot à Loudun », sur À nos grands hommes,« Monument à Renaudot à Loudun », sur e-monumen    |
| Médaillon d'Eugène Hatin                       | Alfred Joseph Charron | Loudun        | Sur le piédestal de la statue de Théophraste Renaudot, devant l'hôtel de ville | Représente Eugène Hatin. | 1894         | à géolocaliser                   | Médaillon d'Eugène Hatin |
| Sans titre                                     | Lucien Fontanarosa    | Lusignan      | Collège Jean-Monnet                                                            | | 1965         | 46° 26′ 23″ nord, 0° 06′ 57″ est | Image manquante |
| Statue de Jeanne d'Arc                         | Maxime Real del Sarte | Poitiers      | Dans le square des Cordeliers, devant le palais de Justice                     | | 1929         | 46° 34′ 57″ nord, 0° 20′ 32″ est | Statue de Jeanne d'Arc |
| Monument à Paul Esprit Marie de La Bourdonnaye | Raymond Sudre         | Poitiers      | Dans le parc de Blossac                                                        | Représente Paul Esprit Marie de La Bourdonnaye.                                                                                                   | 1924         | à géolocaliser                   | Monument à Paul Esprit Marie de La Bourdonnaye« Monument à Paul Esprit Marie de La Bourdonnaye, comte de Blossac à Poitiers », sur À nos grands hommes |
| Notre Dame des Dunes                           | À déterminer          | Poitiers      | Au sommet de la falaise des Dunes                                              | | 1876         | à géolocaliser                   | Notre Dame des Dunes |
| Nuicts, invention sur trois couleurs           | Albert Ayme           | Poitiers      | Direction régionale des affaires culturelles, escalier d'honneur               | | 2002         | 46° 34′ 55″ nord, 0° 20′ 54″ est | Image manquante |
| Statue de la Liberté                           | Auguste Bartholdi     | Poitiers      | Sur la place de la Liberté                                                     | | 1903         | 46° 35′ 09″ nord, 0° 20′ 34″ est | Statue de la Liberté |

### Monuments aux morts
| Œuvre                                            | Auteur                      | Commune                        | Localisation                                                          | Notes                    | Installation | Coordonnées                      | Illustration |
| ------------------------------------------------ | --------------------------- | ------------------------------ | --------------------------------------------------------------------- | ------------------------ | ------------ | -------------------------------- | --- |
| Le Poilu victorieux (monument aux morts)         | Copie d'après Eugène Bénet  | Angliers                       | À déterminer                                                          |                          | À déterminer | à géolocaliser                   | Image manquante |
| Au mépris du danger (d) (monument aux morts)     | Copie d'après Eugène Bénet  | Béthines                       | À déterminer                                                          |                          | À déterminer | à géolocaliser                   | Au mépris du danger (d) (monument aux morts)                                                                        |
| Poilu au repos (monument aux morts)              | Copie d'après Étienne Camus | Charrais                       | À côté de l'église                                                    |                          | À déterminer | à géolocaliser                   | Image manquante |
| Monument aux morts                               | À déterminer                | Chasseneuil-du-Poitou          | À déterminer                                                          |                          | À déterminer | à géolocaliser                   | Monument aux morts                                                                                                  |
| Monument aux morts de 1870-1871                  | Aimé Octobre                | Châtellerault                  | Boulevard Blossac                                                     |                          | 1903         | à géolocaliser                   | Monument aux morts de 1870-1871                                                                                     |
| Le Poilu victorieux (monument aux morts)         | Copie d'après Eugène Bénet  | Civray                         | À déterminer                                                          |                          | À déterminer | à géolocaliser                   | Le Poilu victorieux (monument aux morts)                                                                            |
| Monument aux morts                               | Prosper Lecourtier          | Dissay                         | À déterminer                                                          |                          | À déterminer | à géolocaliser                   | Monument aux morts                                                                                                  |
| Poilu au repos (monument aux morts)              | Copie d'après Étienne Camus | Gençay                         | À déterminer                                                          |                          | 1921         | à géolocaliser                   | Image manquante |
| Monument aux morts                               | À déterminer                | Ingrandes                      | À déterminer                                                          |                          | À déterminer | à géolocaliser                   | Monument aux morts                                                                                                  |
| Monument aux résistants fusillés le 24 août 1944 | Paulette Richon             | Ingrandes                      | Route d'Oyré                                                          |                          | 1945         | à géolocaliser                   | Monument aux résistants fusillés le 24 août 1944« Monument aux sept Fusillés à Ingrandes », sur À nos grands hommes |
| Poilu au repos (monument aux morts)              | Copie d'après Étienne Camus | La Roche-Posay                 | À côté de la mairie                                                   |                          | À déterminer | à géolocaliser                   | Image manquante |
| Monument aux morts                               | À déterminer                | Naintré                        | À déterminer                                                          |                          | À déterminer | à géolocaliser                   | Monument aux morts                                                                                                  |
| Monument aux morts de 1870-1871                  | Jules Coutan                | Poitiers                       | À déterminer                                                          |                          | 1895         | à géolocaliser                   | Monument aux morts de 1870-1871                                                                                     |
| Monument aux morts                               | Aimé Octobre                | Poitiers                       | Boulevard de Verdun                                                   |                          | 1925         | à géolocaliser                   | Image manquante |
| Le Poilu victorieux (monument aux morts)         | Copie d'après Eugène Bénet  | Saint-Benoît                   | À déterminer                                                          |                          | À déterminer | à géolocaliser                   | Le Poilu victorieux (monument aux morts)                                                                            |
| Monument aux morts                               | À déterminer                | Saint-Georges-lès-Baillargeaux | À côté de l'église Saint-Georges                                      |                          | À déterminer | à géolocaliser                   | Monument aux morts                                                                                                  |
| Poilu au repos (monument aux morts)              | Copie d'après Étienne Camus | Saint-Romain                   | Intersection de la grande rue (RD 4) et de la route de Joussé (RD 28) |                          | À déterminer | 46° 13′ 19″ nord, 0° 21′ 57″ est | Monument aux morts de Saint-Romain                                                                                  |
| Monument aux morts                               | À déterminer                | Saint-Sauvant                  | À déterminer                                                          |                          | À déterminer | à géolocaliser                   | Monument aux morts                                                                                                  |
| Le Poilu victorieux (monument aux morts)         | Copie d'après Eugène Bénet  | Sanxay                         | À déterminer                                                          |                          | À déterminer | à géolocaliser                   | Image manquante |
| Monument aux morts                               | Maxime Real del Sarte       | Sommières-du-Clain             | Route de Gencay                                                       | Représente Jeanne d'Arc. | 1919         | à géolocaliser                   | Image manquante |
| Monument aux morts                               | À déterminer                | Thuré                          | À déterminer                                                          |                          | À déterminer | 46° 49′ 55″ nord, 0° 27′ 22″ est | Monument aux morts de Thuré                                                                                         |
| Poilu au repos (monument aux morts)              | Copie d'après Étienne Camus | Villemort                      | À déterminer                                                          |                          | À déterminer | à géolocaliser                   | Image manquante |

### Fontaines
| Œuvre | Auteur | Commune | Localisation | Notes | Installation | Coordonnées | Illustration |
| ----- | ------ | ------- | ------------ | ----- | ------------ | ----------- | ------------ |

### Œuvres disparues ou retirées
| Œuvre                         | Auteur               | Commune  | Localisation                                                | Notes | Installation | Coordonnées    | Illustration                                                                    |
| ----------------------------- | -------------------- | -------- | ----------------------------------------------------------- | --- | ------------ | -------------- | ------------------------------------------------------------------------------- |
| Buste de Théophraste Renaudot | Pierre-Ernest Bouret | Loudun   | Devant l'hôtel de ville                                     | Représente Théophraste Renaudot. Remplaçait la statue de 1894 réalisée par Alfred Joseph Charron fondue sous le régime de Vichy, dans le cadre de la mobilisation des métaux non ferreux. Retiré[Quand ?] et remplacé par une statue identique à l'originale. Exposé[Quand ?] dans le musée Théophraste-Renaudot. | 1958         | à géolocaliser | Image manquante                                                                 |
| Statue de Louis XIV           | Jean II Girouard     | Poitiers | Sur la place du Maréchal-Leclerc, anciennement place Royale | Représentait Louis XIV. Détruite pendant la Révolution française. La tête est conservée au musée Sainte-Croix. | 1687         | à géolocaliser | Statue de Louis XIV« Monument à Louis XIV à Poitiers », sur À nos grands hommes |